# E. R. Nele

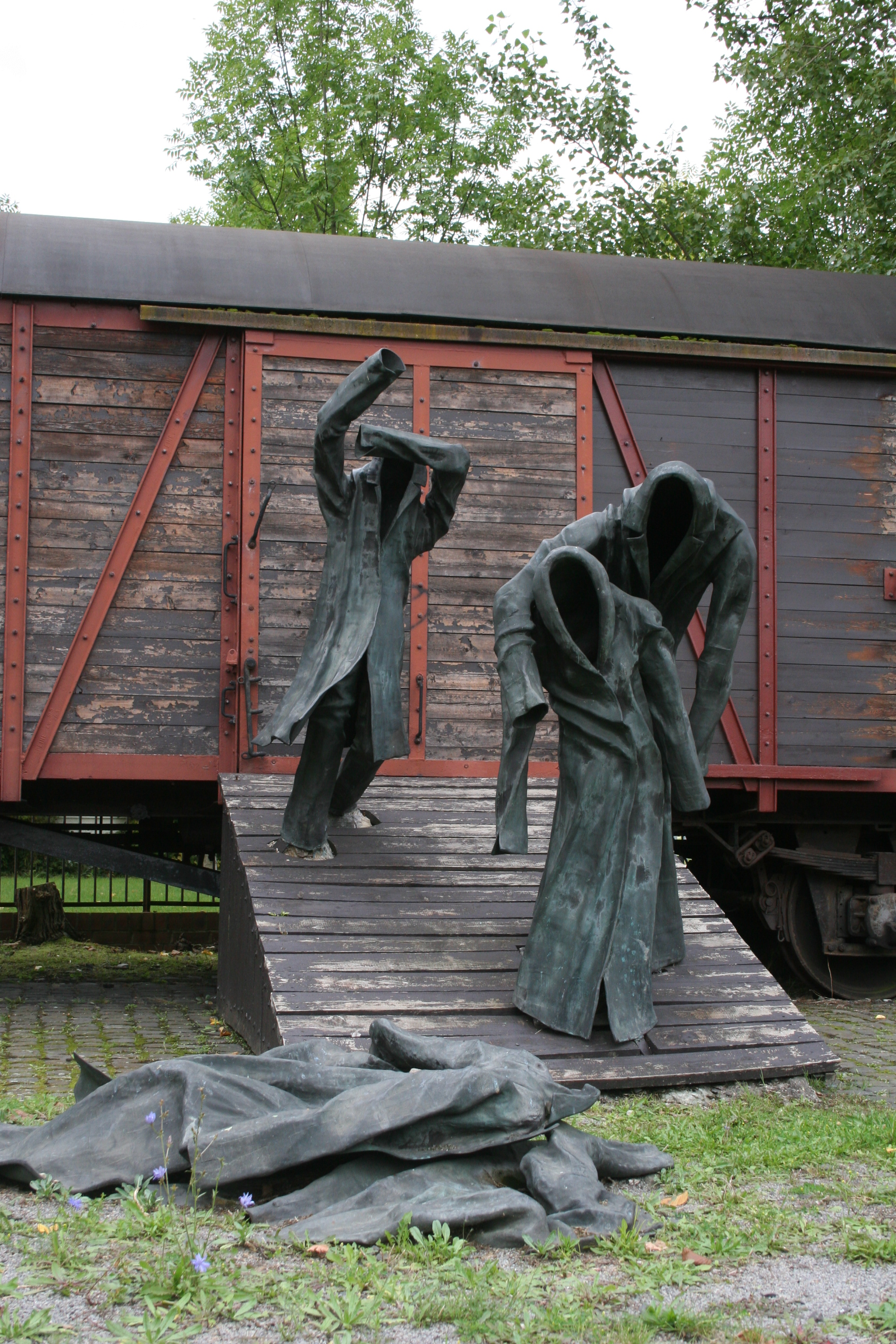
Mahnmal Die Rampe in Kassel

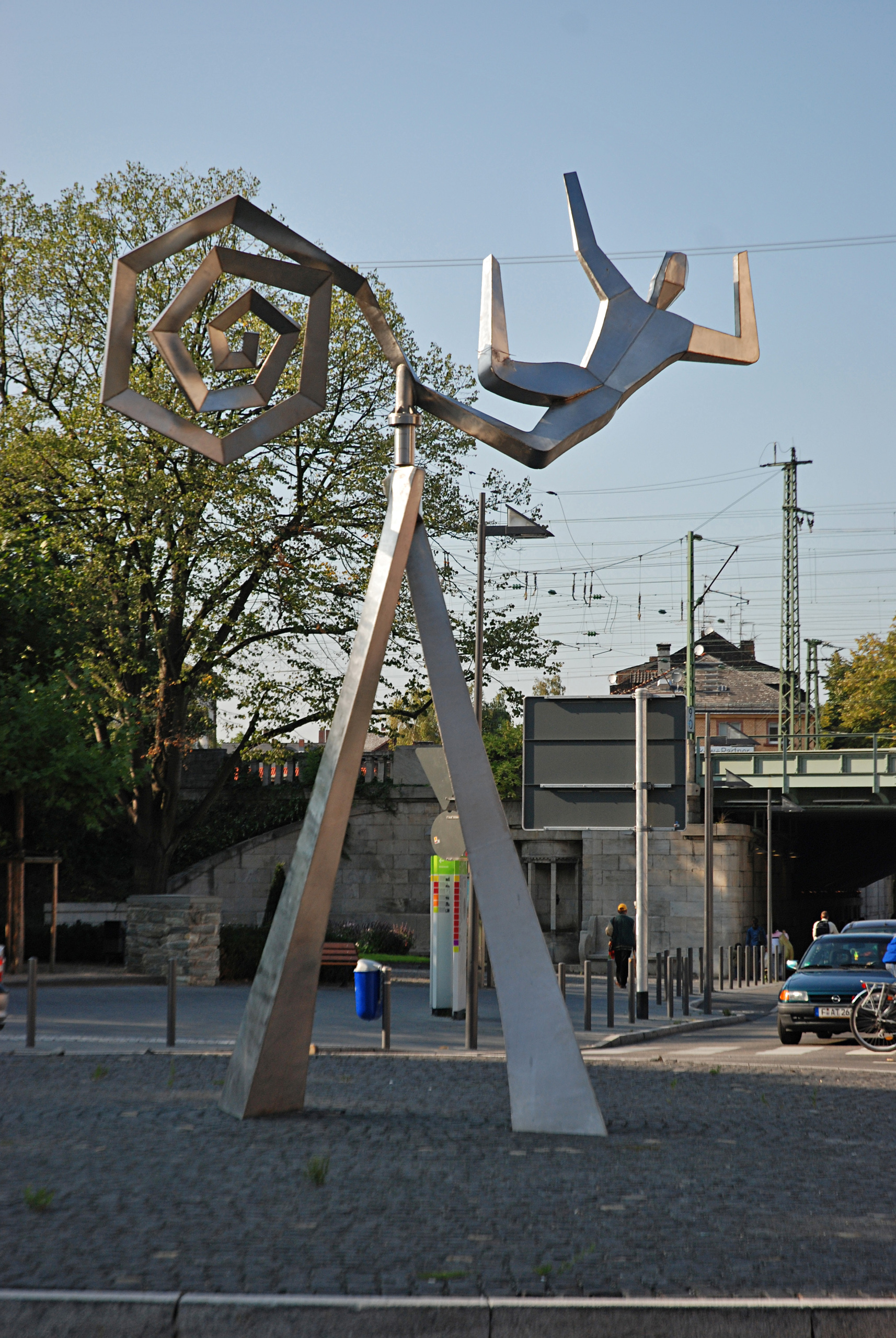
Skulptur Windsbraut auf dem Dalbergplatz in Frankfurt-Höchst

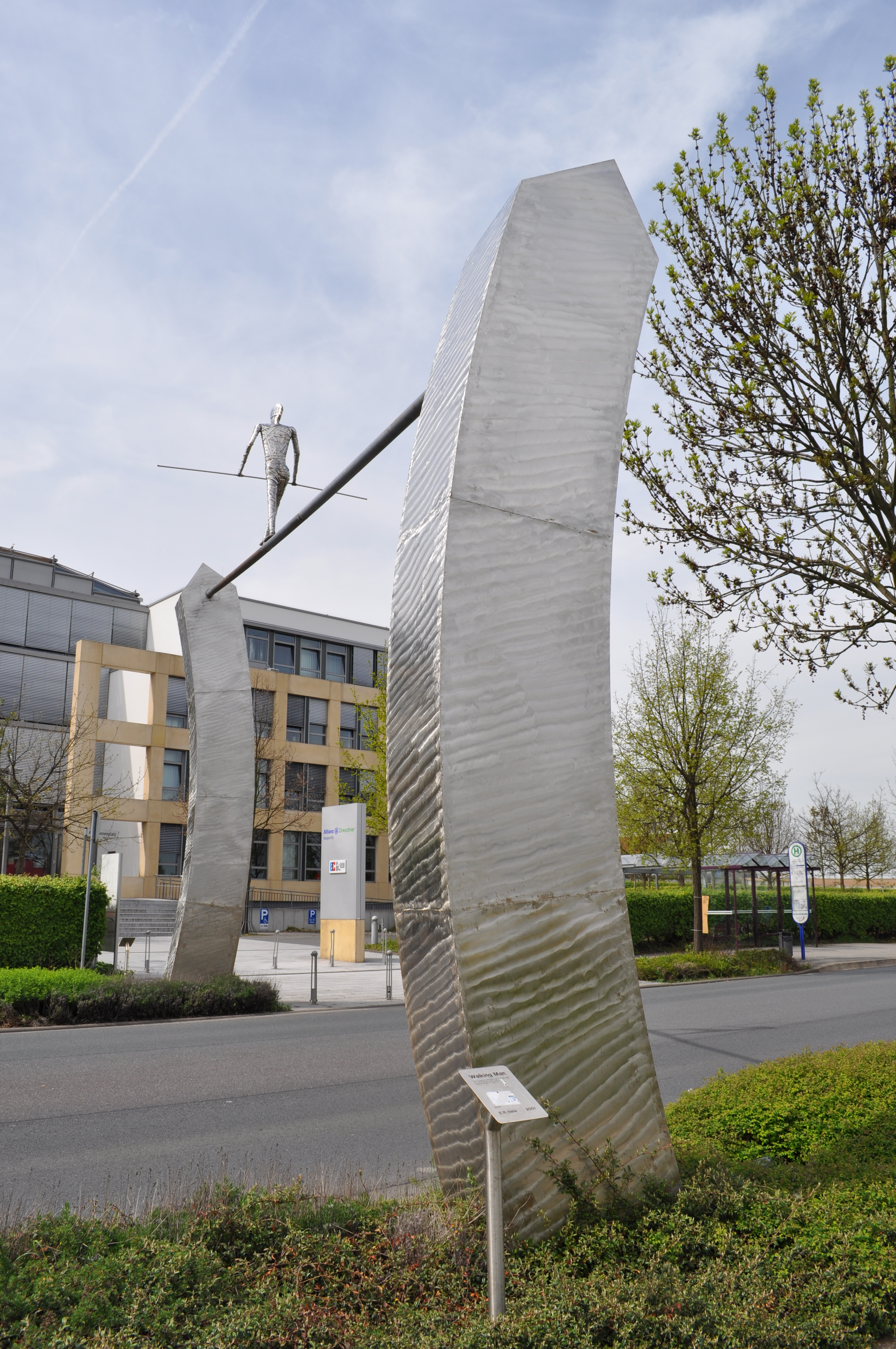
Skulptur Walking Man in Dortelweil (2001)

 E. R. Nele, eigentlich: Eva Renée Nele Bode (* 17. März 1932 in Berlin; lebt in Frankfurt am Main) ist eine deutsche Bildhauerin, Grafikerin, Goldschmiedin, Schmuckkünstlerin und Designerin.

## Leben und Werk
E. R. Nele ist die Tochter von Marie-Louise (1908–1989) und Arnold Bode (1900–1977), dem Begründer der documenta. Ihre Kindheit und Jugend verbrachte sie im stark kriegszerstörten Kassel.
Nach Studienbeginn in Berlin studierte E. R. Nele von 1951 bis 1955 an der Central School of Arts and Crafts in London bei Richard Hamilton. In Berlin hielt sie sich häufig in einer Schweißerei auf und lernte vertiefend und ergänzend zu ihrem Studium den Umgang mit Eisen und Stahl. Nach dem Aufenthalt in London zog E. R. Nele nach Paris und lernte Kupfer-Tiefdruck im Studio Lacourière (1957 und 1958). Anschließend studierte sie an der Hochschule für Bildende Künste bei Hans Uhlmann.
Ende der 1950er und Anfang der 1960er Jahre lebte E. R. Nele zunächst in München und anschließend in Zürich, seit 1965 lebt und arbeitet sie als freischaffende Künstlerin in Frankfurt am Main. Ihr Atelier und ihre Werkstatt befinden sich im Gallus. Für die Stadt Rietberg schuf sie 1965 die Skulptur Ikarus, die heute auf einer Verkehrsinsel steht. Sie war auch als Dozentin tätig, mit Lehraufträgen für Metallskulptur in Salzburg, Frankfurt am Main und Gießen.
Sie war Teilnehmerin der documenta II (1959) und der documenta III im Jahr 1964 in Kassel. Sie hatte und hat zahlreiche Einzel- und Gruppenausstellungen mit ihren vielseitigen Werken, zum Beispiel 2006 im Aktiven Museum Spiegelgasse in Wiesbaden. E. R. Neles Skulpturen sind in zahlreichen Museen wie der Neuen Pinakothek in München, in einigen renommierten Privatsammlungen und im öffentlichen Raum zu finden. Zu ihren Arbeiten zählen sowohl monumentale Stahlplastiken als auch filigran gefertigte Broschen und Schmuckstücke.
Eine ihrer wichtigsten Arbeiten ist die Installation Die Rampe auf dem Gelände der Universität in Kassel (siehe Einleitungsbild). Die Rampe ist ein Mahnmal für die Deportierten und Opfer des Holocaust und des NS-Regimes der Jahre 1933 bis 1945. Die Rampe besteht aus einem dunkelbraun gestrichenen, originalen Reichsbahn-Frachtwaggon aus Holz ohne Fenster mit einer breiten Rampe, auf der sich drei Gestalten als leere, unheimliche Mäntel befinden. In dieser Installation hat E. R. Nele auch traumatische Kindheitserlebnisse verarbeitet, da sie von der Wohnung ihrer Großeltern in der Kasseler Fiedlerstraße täglich den Transport von Zwangsarbeitern beobachten musste, die zusammengepfercht in Viehwaggons auf das Gelände der ehemaligen Henschelwerke in Kassel antransportiert wurden. Die Rampe wurde am 8. Mai 1985 eingeweiht, dem 40. Jahrestag des Kriegsendes und der Befreiung vom Nationalsozialismus.

## Objekte
Im Mittelpunkt von E. R. Neles künstlerischer Arbeit steht seit mehr als vierzig Jahren der Mensch. Sie entwirft kein ideologisch fixiertes Bild vom Menschen; es geht ihr vielmehr darum, durch Konzentration auf die Grundformen des menschlichen Körpers Emotionen, innere Haltungen und soziale Zusammenhänge sichtbar zu machen. E.R. Nele versteht sich als politische Künstlerin. Sie lässt sich auf das Wagnis ein, den Holocaust künstlerisch zu reflektieren, etwa mit Die Rampe oder mit ihren Brandbildern der Holocaust-Serie. Sie setzt sich immer wieder mit aktuellen politischen Themen auseinander. Und selbst Objekte von spielerischer Leichtigkeit wie ihre filigranen Stabfiguren Europeans sind der Versuch einer künstlerischen Antwort auf gesellschaftliche Entwicklungen: Individualisierung und Solidarität.

## Auszeichnungen
- 1957: Goldmedaille Triennale Mailand
- 1959: Preisträgerin im Bereich Bildende Kunst des Kulturkreises der deutschen Industrie
- 1963: Förderpreis für Bildende Kunst der Landeshauptstadt München für Bildhauerei
- 1962: Schwabinger Kunstpreis
- 1975: Dante Preis Padua Auszeichnung
- 1977: Raiffeisen Preis
- 1987: Hessischer Kulturpreis
- 1988: Bayrischer Staatspreis
- 2008: Goetheplakette der Stadt Frankfurt am Main